# Aspen (Kolorado)
Aspen – miejscowość turystyczna i duży ośrodek narciarski w Stanach Zjednoczonych, w stanie Kolorado, siedziba administracyjna hrabstwa Pitkin.

## Historia
Miasto powstało w 1879 roku jako osada górnicza. Wydobywano tu rudy srebra. W 1880 roku miasto, od otaczających je lasów osikowych, zostało nazwane Aspen (pol.: osika'). Rozwijało się dynamicznie do roku 1893. Podczas załamania gospodarczego (tzw. panic of 1893) zamknięte zostały kopalnie, a tysiące górników zostało zwolnionych z pracy.
Stagnacja trwała do 1930 roku, kiedy powstał projekt budowy w Aspen centrum narciarskiego. Plany te przerwała II wojna światowa. Po wojnie założono Aspen Ski Corporation, która doprowadziła do organizacji Mistrzostw Świata w Narciarstwie Alpejskim w 1950 roku. Po tym wydarzeniu Aspen zaczęło być rozpoznawalne w świecie, a od 1958 roku kurort zaczęto rozbudowywać. Powstała stacja narciarska Buttermilk, w tym samym roku otwarty został ośrodek w Aspen Highlands, a po jedenastu latach przerwy został wybudowany największy ośrodek narciarski Snowmass.
W 1977 roku znany seryjny morderca Ted Bundy, przed rozpoczęciem procesu sądowego, wyskoczył z okna na drugim piętrze i uciekł. Ukrywał się na wolności przez 6 dni w lasach Aspen Mountain, zanim został aresztowany w skradzionym samochodzie, którym próbował uciec z miasta.

## Geografia
Miasto jest usytuowane wzdłuż południowo-wschodniego pasma górskiego na końcu doliny Roaring Fork, wzdłuż rzeki Roaring Fork, która jest dopływem rzeki Kolorado. Jest otoczone przez góry z trzech stron: od północy przez Red Mountain, od wschodu przez Smuggler Mountain, a od południa przez Aspen Mountain.

## Budownictwo
Dynamicznie rozwijający się rynek nieruchomości wymusił na władzach miasta kompromis między zachęcaniem do inwestycji a ich ograniczaniem. Dziś większość zabudowy to wysokiej klasy luksusowe domy i mieszkania, nadające Aspen niepowtarzalny charakter. Średnia wartość domu w Aspen to 1 795 000 dolarów (dane z roku 2008).

## Demografia
Według spisu ludności w 2000 roku, Aspen zamieszkiwało 5914 osób, 2903 osoby prowadziły gospodarstwo domowe, a łączna liczba rodzin zamieszkujących w mieście wyniosła 1082. Gęstość zaludnienia jest na poziomie 1675 osób/km². Aspen zamieszkuje 90,94% ludzi rasy białej, około 0,44% rasy afroamerykańskiej. Rdzenni Amerykanie stanowią 0,24% ludności, 1,45% to osoby pochodzenia azjatyckiego, a 6,14% to ludność pochodzenia latynoskiego.
Średni dochód gospodarstwa domowego w mieście wynosi 60 418 dolarów, a średni dochód rodziny – 70 300 dolarów. Mężczyźni w Aspen na ogół zarabiają więcej od kobiet, bo na poziomie 41 011 dolarów rocznie. Natomiast zarobki kobiet oscylują na poziomie 32 023 dolarów rocznie. Średni dochód na 1 osobę wynosi 40 680 dolarów. 3,6% rodzin i 8,2% mieszkańców miasta żyje poniżej granicy ubóstwa, w tym 4,4% osób w wieku 18 lat i 2,6% osób w wieku 65 lat.

## Transport

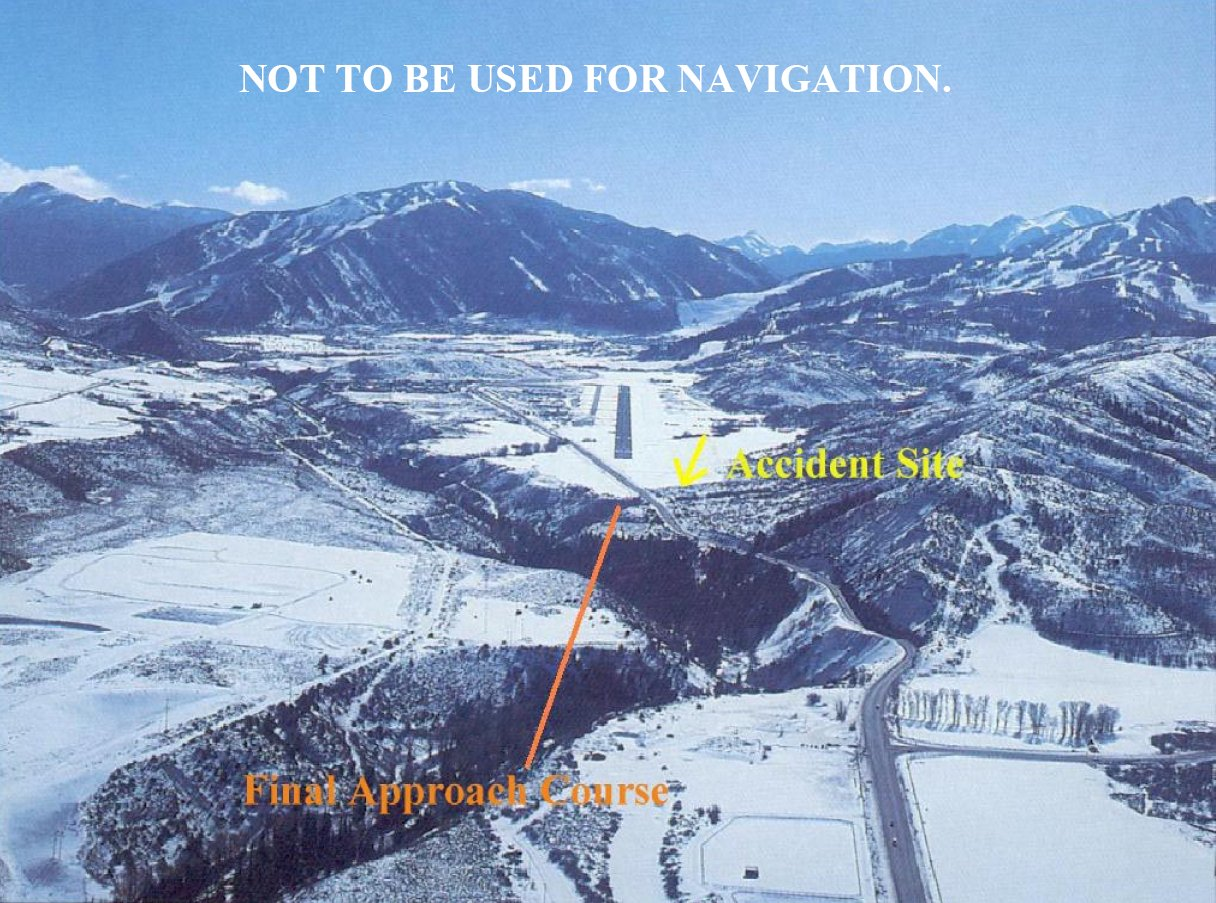
Port lotniczy w Aspen

- W Aspen funkcjonuje firma przewozowa Roaring Fork Transportation Authority (RFTA). Obsługuje połączenia autobusowe w Aspen z miejscowościami: Snowmass Village, Basalt, El Jebel, Carbondale, Glenwood Springs, Rifle. Trasy wewnątrz Aspen i do lotniska krajowego Aspen-Pitkin County Airport są bezpłatne.
- Jedynym lotniskiem jest Aspen-Pitkin County Airport, znanym również jako Sardy Field. Lotnisko posiada pierwszą kategorię według FAA. Ma jeden asfaltowy pas startowy o długości 2135 metrów (planowane jest przedłużenie), czynny od 7:00 rano do 10:00 wieczorem. Posiada dość dużą płytę postojową, zdolną pomieścić kilkanaście samolotów biznesowych i prywatnych w szczycie sezonu. Lotnisko obsługują także trzy linie komercyjne: American Eagle Airlines, SkyWest Airlines oraz Republic Airlines (stan na styczeń 2012).
- Główną drogą biegnącą przez miasto jest Colorado State Highway 82. Inne lokalne drogi, którymi można się dostać lub wydostać z miasta są czynne tylko latem. Zimą drogi te nie są odśnieżane.

## Tereny narciarskie
Aspen Snowmass to bardzo duży ośrodek narciarski o powierzchni 21,24 km², położony w hrabstwie Pitkin, Colorado. Znajduje się na północnych zboczach Aspen Mountain na wysokości 3418 metrów. Aspen Snowmass został założony w 1946 roku pod nazwą Aspen Mountain przez Waltera Paepcke, właściciela firmy Aspen Skiing Company. Obecnie w skład tego operatora wchodzą cztery sąsiednie ośrodki narciarskie, występujące pod jedną nazwą Aspen Snowmass. Są to: Aspen Mountain (często nazywane przez lokalną społeczność Ajaxem), Aspen Highlands, Buttermilk i największy Snowmass.

### Aspen Mountain

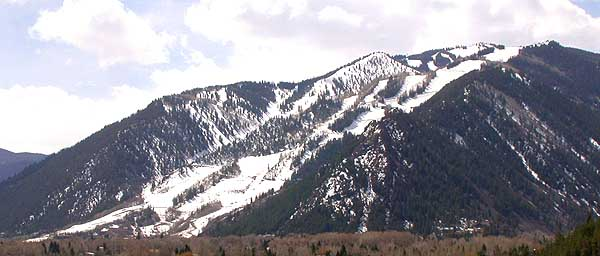
Stoki Aspen Mountain widziane z doliny

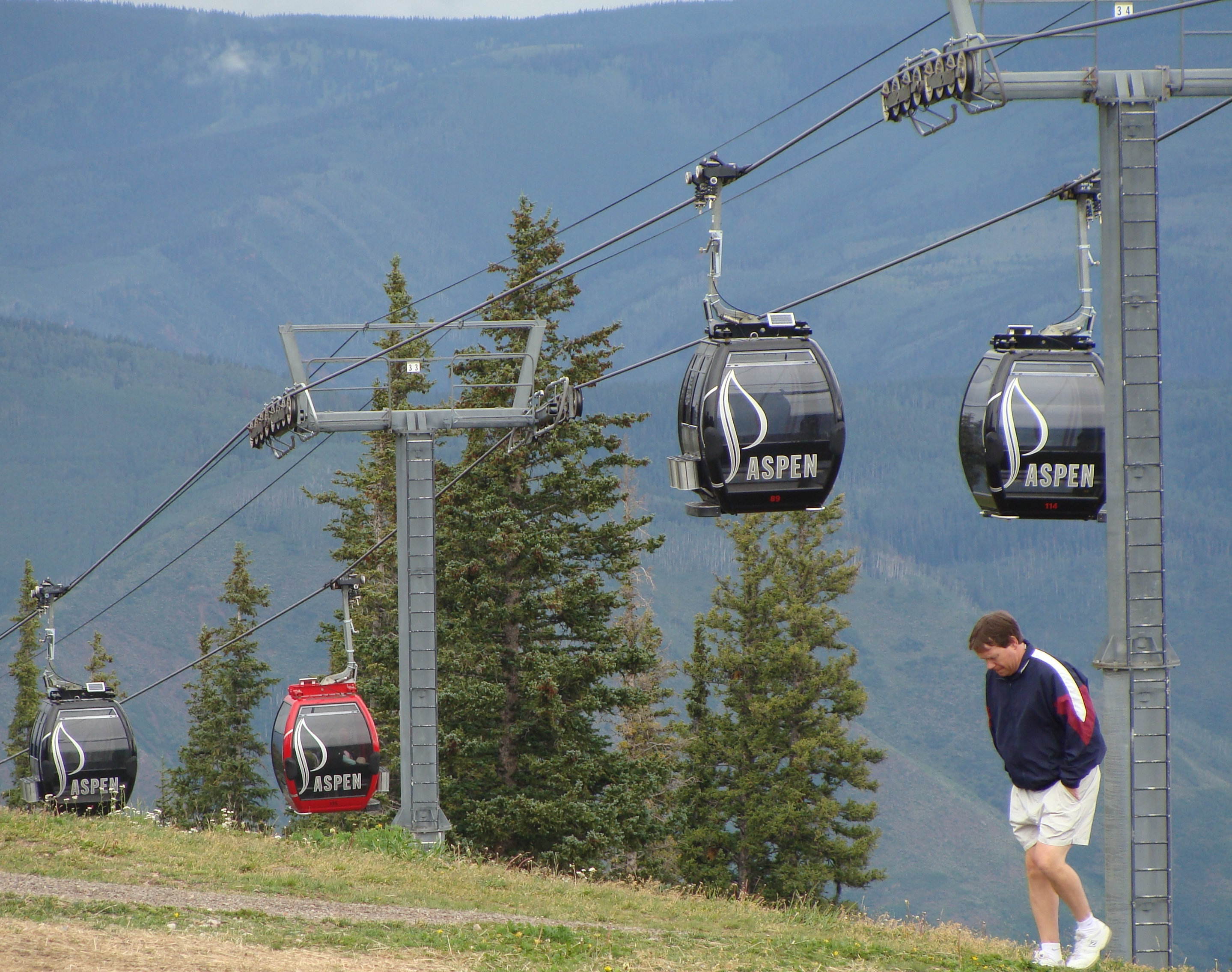
Kolej gondolowa Silver Queen

- Posiada 76 tras narciarskich o różnym stopniu trudności o powierzchni 2,72 km²[3].
  - 48% tras średnio trudnych.
  - 26% tras trudnych.
  - 26% tras bardzo trudnych.
  - Najdłuższa trasa wynosi 4,8 km.
- Są obsługiwane przez 8 wyciągów narciarskich są to.
  - 1 kolejka gondolowa.
  - 1 szybki krzesełkowy wyciąg czteroosobowy.
  - 1 szybki krzesełkowy wyciąg dwuosobowy.
  - 1 bardzo szybki krzesełkowy wyciąg dwuosobowy.
  - 2 zwykłe wyciągi krzesełkowe dwuosobowe.
  - 2 wyciągi orczykowe.

Na stokach Aspen Mountain regularnie są rozgrywane zawodu Pucharu Świata w narciarstwie alpejskim kobiet.

### Aspen Highlands

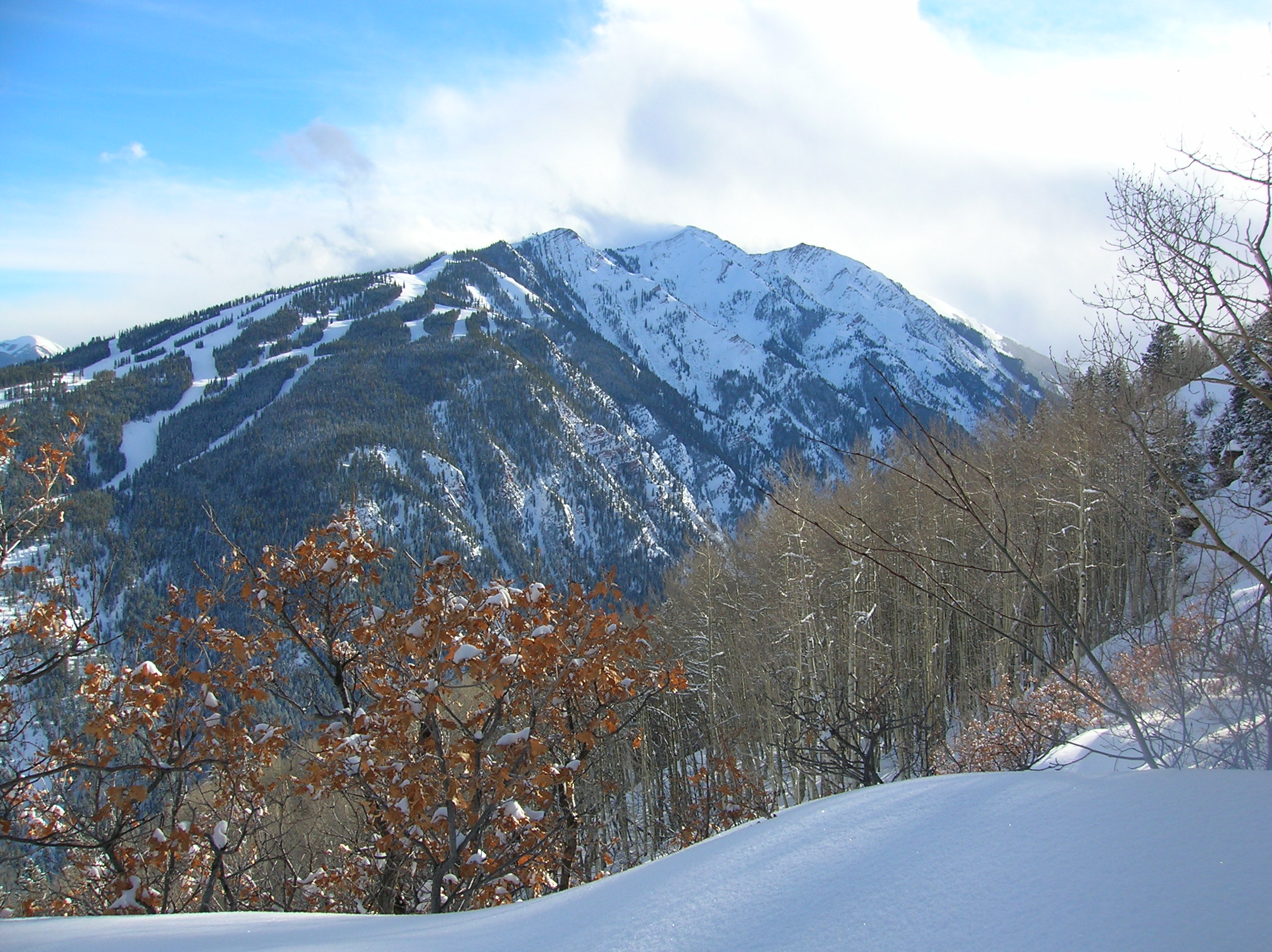
Stoki Aspen Highlands widziane z Buttermilk

- Posiada 131 tras narciarskich o różnym stopniu trudności na obszarze 4,1 km²[4].
  - 18% tras łatwych.
  - 30% tras średnio trudnych.
  - 16% tras trudnych.
  - 36% tras bardzo trudnych.
  - Najdłuższa trasa wynosi 5,6 km.
- Są one obsługiwane przez zaledwie 5 bardzo nowoczesnych wyciągów.
  - 3 szybkie krzesełkowe wyciąg czteroosobowe.
  - 2 zwykłe wyciągi krzesełkowe trzyosobowe.

### Buttermilk

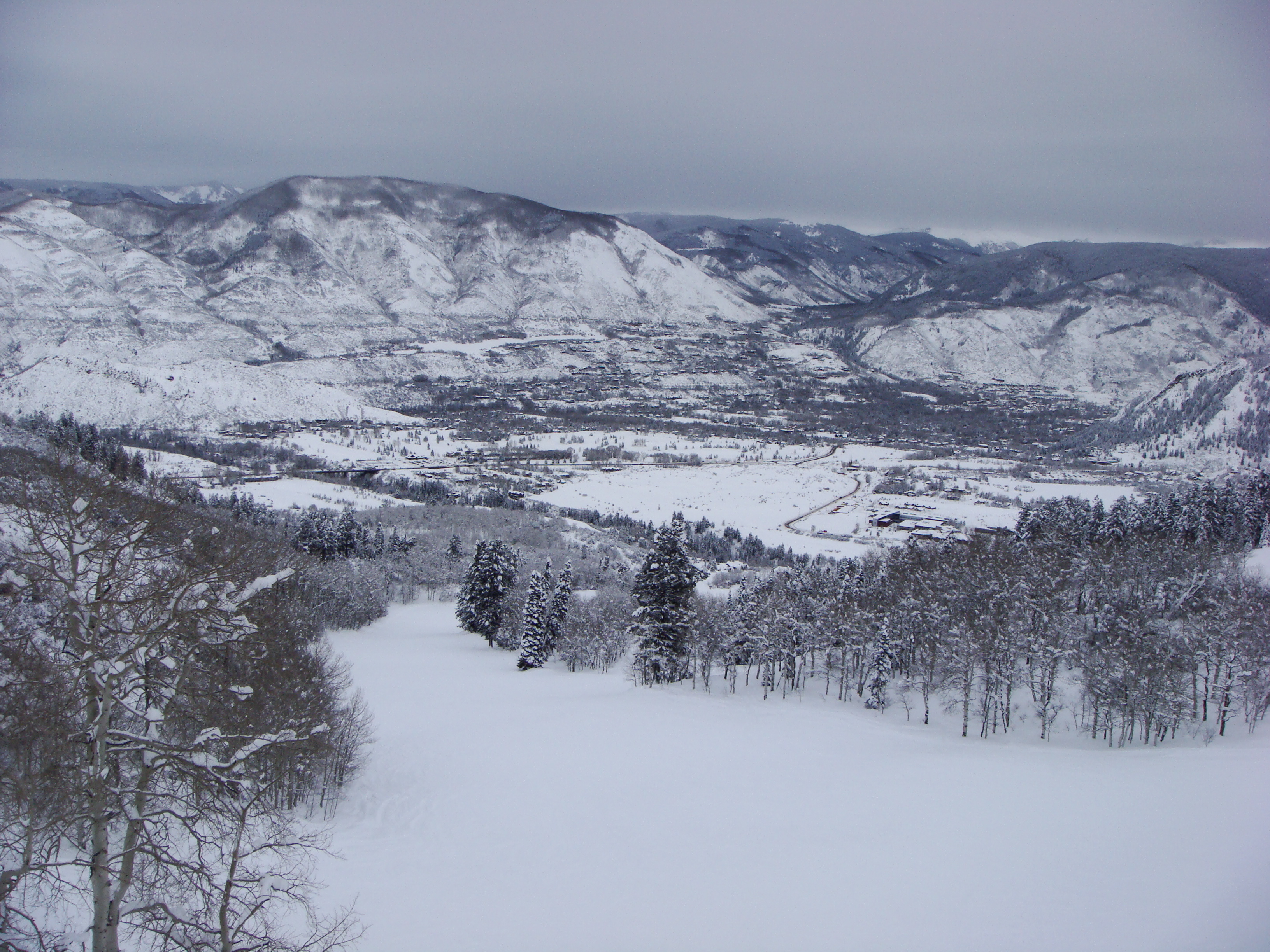
Stok narciarski w Buttermilk

- Posiada 44 trasy narciarskie o różnym stopniu trudności na obszarze 1,76 km²[5].
  - 35% tras łatwych.
  - 39% tras średnio trudnych.
  - 26% tras trudnych.
- Trasy te obsługiwane są przez system 9 wyciągów narciarskich.
  - 2 szybkie krzesełkowe wyciąg czteroosobowe.
  - 3 zwykłe wyciągi krzesełkowe trzyosobowe.
  - 4 wyciągi orczykowe (szkółka narciarska).

### Snowmass

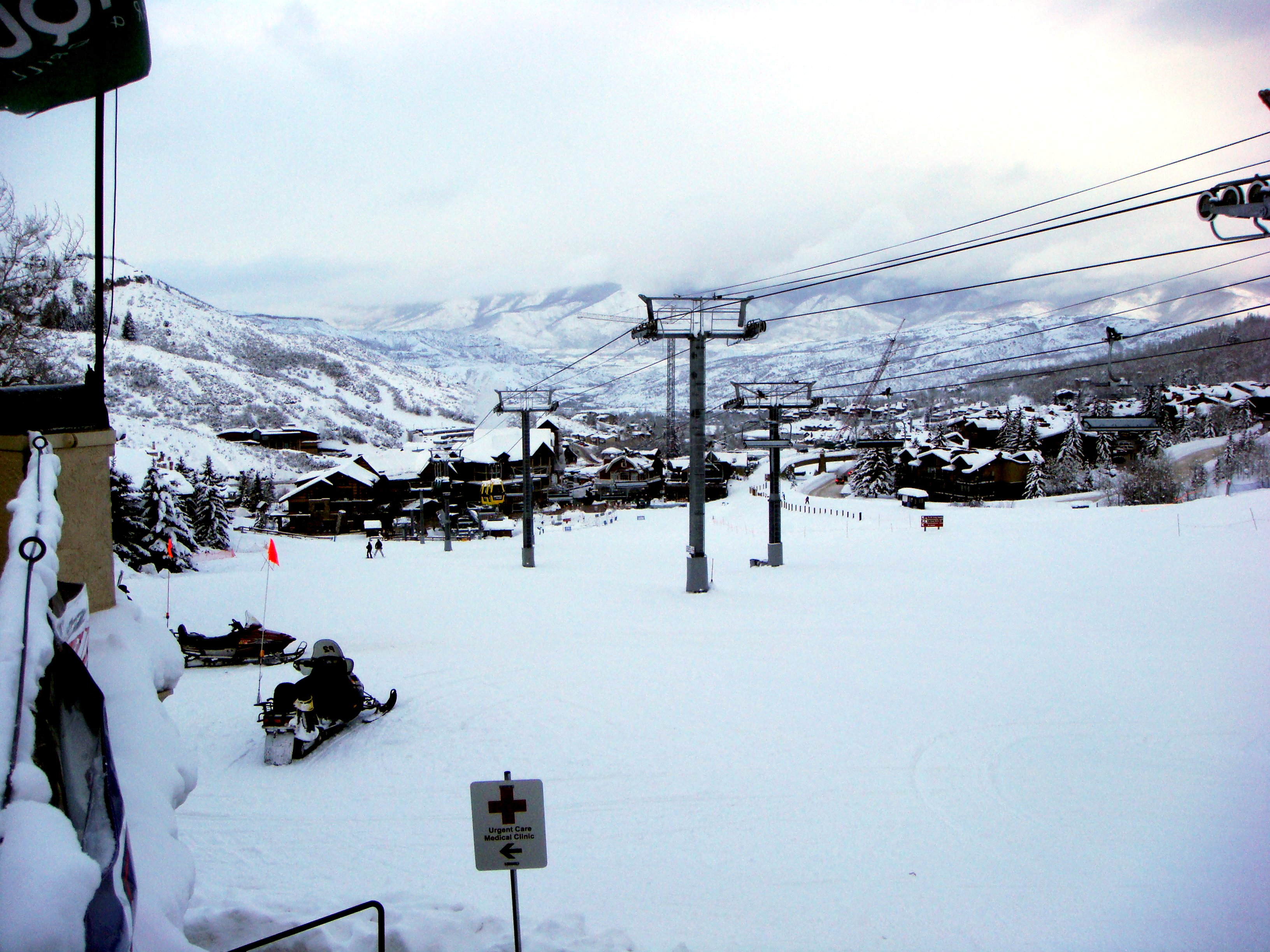
Dolne stacje narciarskie w Snowmass

Jest największym spośród trzech wymienionych ośrodków narciarskich, obejmuje obszar 12,66 km². Jest w nim 91 tras narciarskich, w tym najdłuższa w całym kurorcie, mierząca 8,5 km. Najwięcej jest tras średniej trudności (50%), 12% tras przeznaczonych jest dla zaawansowanych, 32% dla bardzo zaawansowanych, a zaledwie 6% dla początkujących. Całość jest obsługiwana przez system 21 różnego typu wyciągów narciarskich.

## W kulturze
- W filmie Sędzia Dredd Aspen pełni funkcję kolonii karnej.
- W Aspen nakręcono część scen do filmu komediowego Głupi i głupszy.
- Aspen jest także miejscem akcji filmowej trylogii 50 twarzy Greya, autorstwa E.L. James.

## Galeria

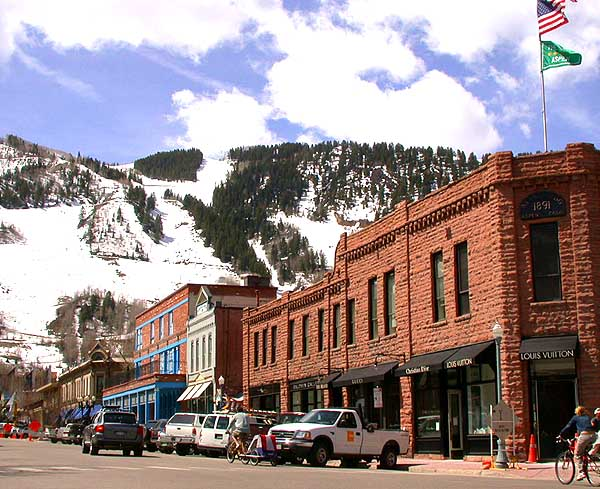
Galena Street w Aspen, w tle widoczne trasy narciarskie
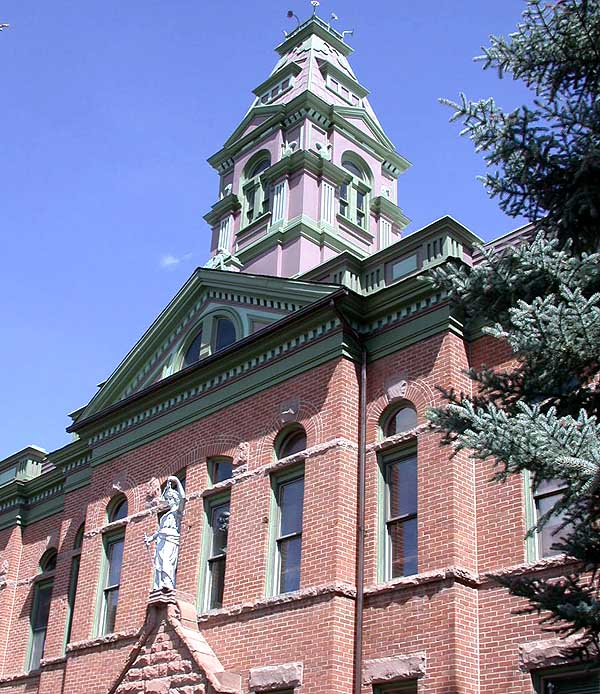
Aspen
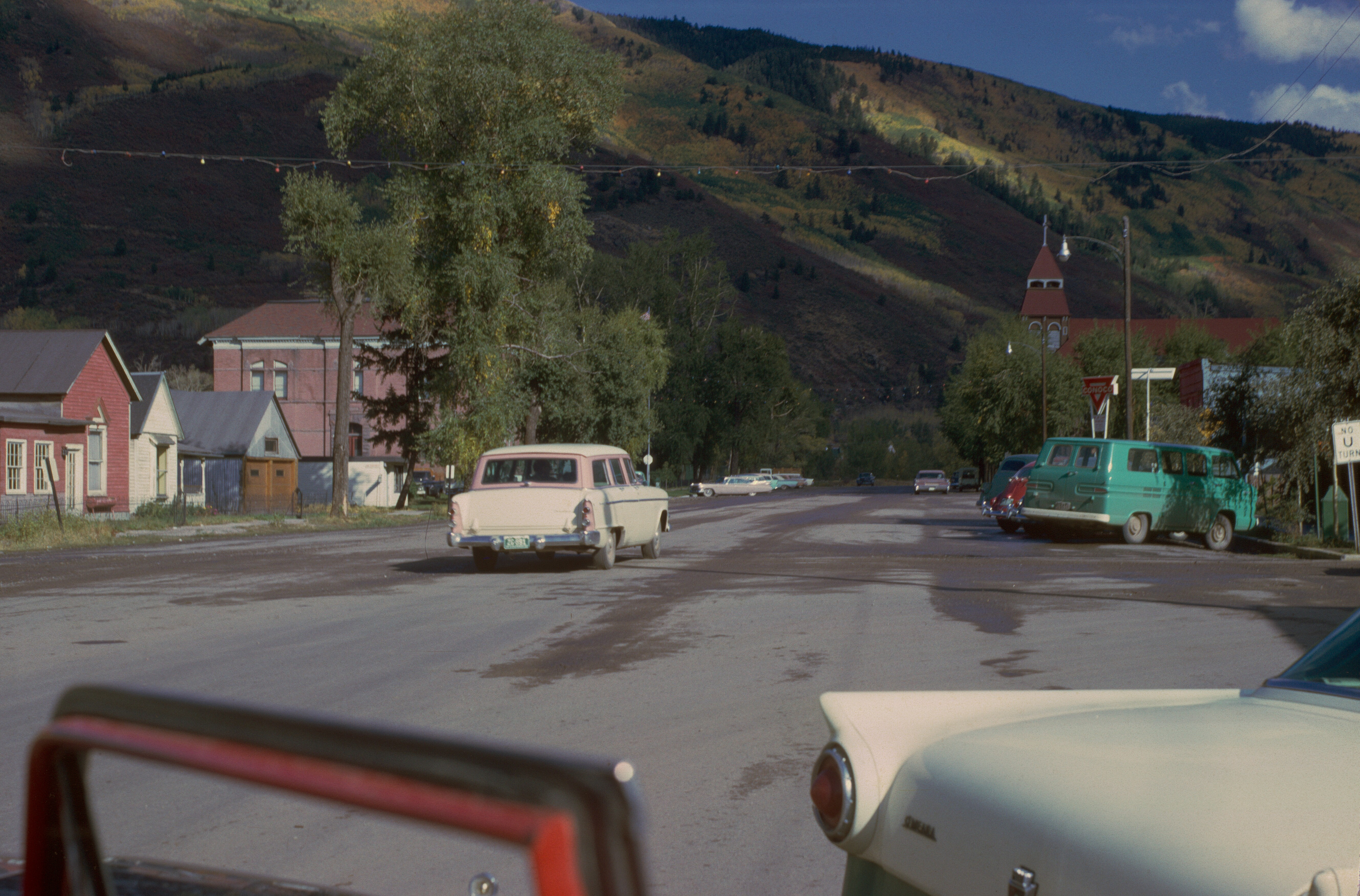
Aspen, 1962

## Miasta partnerskie
- Canfranc, Hiszpania
- Chamonix, Francja
- Davos, Szwajcaria
- Garmisch-Partenkirchen, Niemcy
- Queenstown, Nowa Zelandia
- San Carlos de Bariloche, Argentyna
- Shimukappu, Japonia